# Flacourtia subintegra
Flacourtia subintegra är en videväxtart som beskrevs av A. C.Smith. Flacourtia subintegra ingår i släktet Flacourtia och familjen videväxter. Inga underarter finns listade i Catalogue of Life.